# Inez Weski

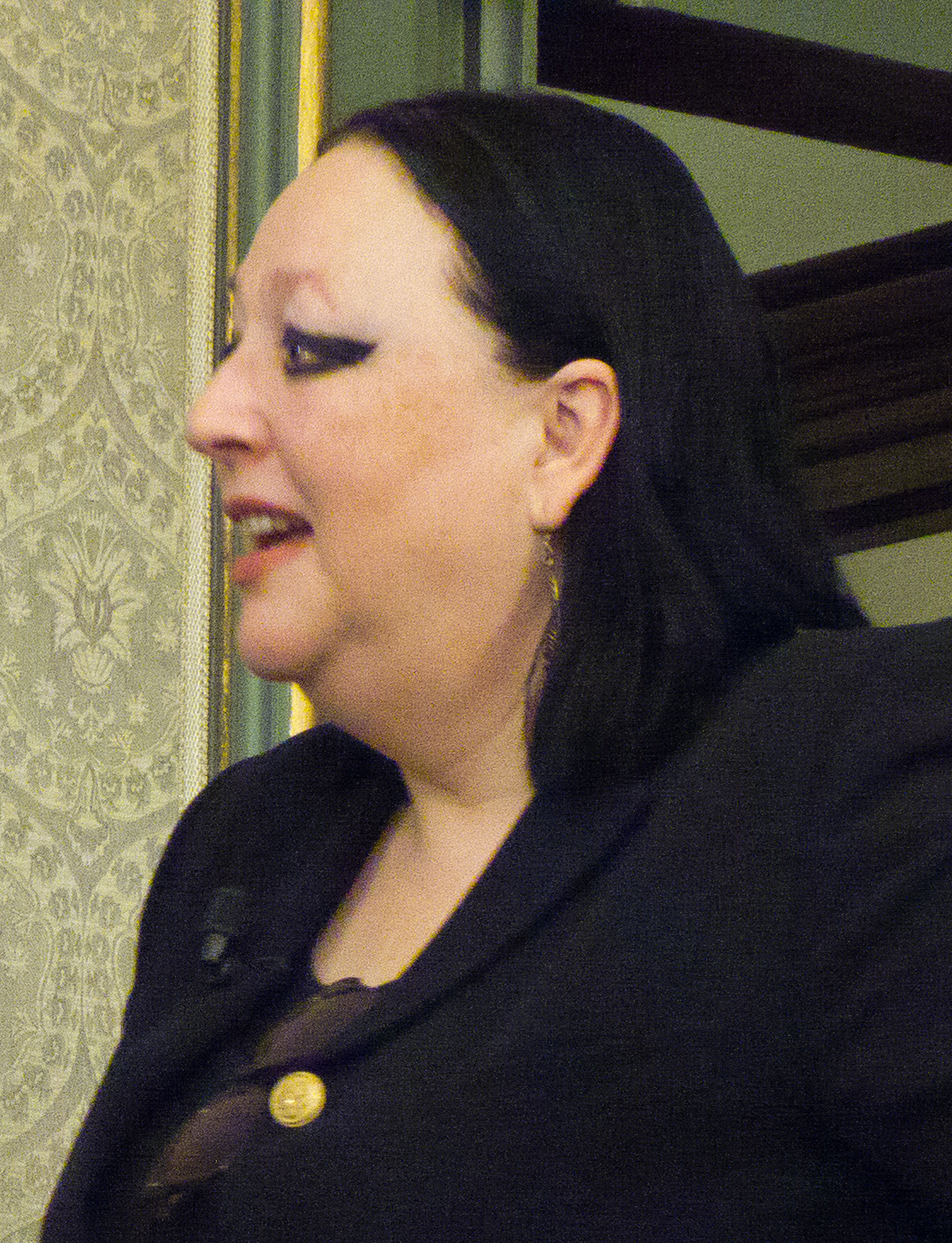
Inez Weski, 2011

Inez Natali Weski (* 1955 in Rotterdam) ist eine niederländische Rechtsanwältin.

## Biografie
Weski ist das fünfte und jüngste Kind einer Akademikerfamilie aus Rotterdam, wo sie aufwuchs und noch heute ihren Hauptwohnsitz hat. Sie studierte von 1972 bis 1976 Rechtswissenschaft an der Erasmus-Universität Rotterdam. Erste Erfahrungen sammelte sie bei der Arbeit in Ministerien. 1978 wurde sie als Anwältin vereidigt und arbeitet seitdem in der zwei Jahre zuvor von ihrer zwei Jahre älteren Schwester Miriam Weski gegründeten Anwaltskanzlei „Weski Heinrici Advocaten“ in Rotterdam, wo sie sich von Anfang an auf Strafsachen konzentrierte. Heute gehört sie zum Kreis der bekanntesten Strafverteidiger der Niederlande und nimmt nach eigenem Bekunden nur große, die Öffentlichkeit bewegende Fälle an. In den Medien äußert sie sich regelmäßig zu Fragen der Strafjustiz und zu den Unzulänglichkeiten, die sie bei der Ermittlungsarbeit von Staatsanwaltschaft und Polizei erlebt hat.
Sie bezeichnet sich selbst als „Workaholic“ und „Kontrollfreak“, was auch von ihrem Umfeld bestätigt wird. So verlas sie einmal in einem Prozess, in dem es um einen Mordversuch ging, ein 197 Seiten umfassendes Plädoyer, wofür sie zwei Verhandlungstage benötigte. In einem Interview aus dem Jahr 2007 bezeichnete sich die vom Boulevard so genannte „Staranwältin“ zudem als misstrauisch und hält dies auch für eine notwendige Eigenschaft in ihrem Beruf.
Am 14. Januar 2012 wurde Inez Weski von der Jugendorganisation der Volkspartij voor Vrijheid en Democratie mit Namen „Jongerenorganisatie Vrijheid en Democratie“ (JOVD) zur Liberalen des Jahres 2011 ernannt. Sie erhielt den Preis für ihren „dringend notwendigen Kampf gegen den Verfall der Rechtsstaatlichkeit“.
Aufgrund ihrer äußeren Erscheinung, die die Farbe Schwarz in Makeup, Kleidung und Wohnumgebung sowie Fahrzeugwahl erkennbar in den Vordergrund rückt, erhielt sie den Beinamen „The Gothic Advocate“. Allerdings stand sie nach eigenem Bekunden dieser Subkultur nie nahe, der Beiname störe sie aber nicht; Farbe sei ihr „wesensfremd“.
Sie ist Mutter zweier Kinder, wovon eines, Guy Weski, 2023 die Strafrechtskanzlei übernahm.

## Bekannte Mandate
- Seit 2006 ist Weski unter anderem Anwältin des umstrittenen ehemaligen Präsidenten Surinames Desi Bouterse. Im September 2012 reichte sie in Bouterses Namen beim Hohen Rat der Niederlande einen Antrag auf Revision eines Urteils von 1999 ein, welches Desi Bouterse für Kokainschmuggel erhielt. Zu diesem Zweck traf sie sich mit ihm im Juli 2011 auf dem Flughafen Suriname/Zanderij.[5]
- Der Geschäftsmann Guus Kouwenhoven wurde 2017 in Abwesenheit wegen illegalen Waffenhandels und Mittäterschaft an Kriegsverbrechen zu einer langen Haftstrafe verurteilt.[6]
- Der für elf Jahre flüchtige und in Italien verurteilte niederländische Waffenhändler und Militärveteran Theodor Cranendonk, der 30 Panzerabwehrhandwaffen an die ’Ndrangheta verkauft hatte. Er wurde 2010 in Rotterdam verhaftet.[7]
- 2018/2019 verteidigte sie August Wijnand B., genannt „De Lange“, einen der Haupttäter des 14 Jahre zuvor erfolgten spektakulären Diamantenraubs am Flughafen Amsterdam Schiphol, bei dem Diamanten im Wert von rund 70 Millionen Euro erbeutet wurden.[8]
- 2021 vertrat die Deutsch sprechende Weski ein führendes Mitglied der Sekte Orde der Transformanten mit Sitz im Kloster Graefenthal in nordrhein-westfälischen Goch, den damals 58-jährigen Niederländer Robert Baart, im Prozess um Kindsmissbrauch in den Jahren 2006 bis 2008 in seinem Heimatland sowie Vergewaltigungen an erwachsenen Personen danach in Deutschland.[9]
- Sie übernahm 2019 die Verteidigung von Ridouan Taghi, dem führenden Mitglied einer niederländischen Drogenbande, dem schwerste Verbrechen, unter anderen gegen das Leben, vorgeworfen werden. Die mehrjährigen Verhandlungen sind unter dem Namen Marengo-Prozess bekannt.[10]

## Verhaftung wegen Geheimnisverrats
Am 21. April 2023 wurde Weski unter dem Verdacht des Schmuggels von Nachrichten für eine kriminelle Organisation festgenommen. So überbrachte sie Interna und Anweisungen ihres in Isolationshaft sitzenden Klienten Ridouan Taghi an dessen Bandenmitglieder nach draußen. Der Verdacht gegen Weski stützt sich auf lesbar gemachte Nachrichten, die über den kanadischen Krypto-Chat SkyECC, der viele Nutzer im kriminellen Milieu hat, verschickt wurden. Die Verhaftung kam nicht überraschend, da bereits Monate zuvor Ermittlungsergebnisse vorlagen. In diesen Chatnachrichten wurde Weski zwar nicht namentlich genannt, aber es fielen im Zusammenhang mit dem Nachrichtenüberbringer die Worte „de advocaat“ (die Anwältin) oder „ze“ (sie). Auch wenn Taghi weitere Anwälte beschäftigte, sind sich die Ermittler aufgrund der zeitlichen Übereinstimmungen sicher, dass Weski gemeint sein muss. Der Untersuchungsrichter ordnete am 24. April, wenige Tage nach ihrer Festnahme, eine zweiwöchige Verlängerung der Untersuchungshaft an. Zeitgleich ließ Weski erklären, dass sie das Mandat von Taghi mit sofortiger Wirkung niederlege. Sie wurde am 1. Juni aus der Untersuchungshaft entlassen, die Ermittlungen wurden aber fortgesetzt.
Ihr Einspruch gegen die Durchsuchung ihrer Wohnung, welche noch am Tag ihrer Verhaftung erfolgte, wurde im Juli 2023 abgewiesen.
Ende Februar 2024 kündigte die Staatsanwaltschaft an, dass sie Weski wegen Beteiligung an einer kriminellen Vereinigung anklagen wird.

## Publikationen
- De jacht op het recht. Over de advocaat en de rest van de wereld (Em. Querido’s Uitgeveri, 2014)